# Zell (Zürich)
Zell este o comună din districtul Winterthur, cantonul Zürich, Elveția.